# 亨茨維爾 (密西西比州)
亨茨維爾（英語：Huntsville）是位於美國密西西比州蒙哥馬利縣的非建制地區。

## 歷史
亨茨維爾的郵局於1872年設立，其後於1907年停運。當地於1900年時有人口76人。

## 地理
亨茨維爾所處的海拔為高於海平面123米（即404英呎），而該地所採用的時區為UTC-6，即北美中部時區（CST）。同時該地設有夏令時間，為UTC-6調快一小時，即UTC-5（CDT）。